# Batursari (Sapuran)
Batursari is een bestuurslaag in het regentschap Wonosobo van de provincie Midden-Java, Indonesië. Batursari telt 3579 inwoners (volkstelling 2010).